# Estatuto Fundamental para o Governo Secular dos Estados da Igreja
O Estatuto Fundamental para o Governo Secular dos Estados da Igreja foi a constituição dos Estados Pontifícios concedida pelo Papa Pio IX como resultado das revoluções de 1848. Foi publicado em 14 de março de 1848.
O estatuto previa duas câmaras legislativas. O primeiro consistiria de membros nomeados vitalícios pelo Papa e o segundo, de cem deputados eleitos. As leis adotadas por essas duas câmaras tiveram primeiro que passar pelo escrutínio do Colégio dos Cardeais, antes de serem submetidas ao Papa para sua aprovação ou rejeição. Os assuntos eclesiásticos, ou eclesiásticos-políticos, estavam isentos de interferência parlamentar. Além disso, o parlamento foi obrigado a se abster da promulgação de leis conflitantes com críticas às relações diplomáticas e religiosas da Santa Sé com potências estrangeiras.